# InterPanter
InterPanter (typové označení Škoda 10Ev) je částečně nízkopodlažní elektrická jednotka, provozovaná společností České dráhy, výrobcem je Škoda Vagonka. Jednotky nesou označení řady 660.
České dráhy si objednaly celkem 14 kusů těchto elektrických vlakových souprav – deset pětivozových a čtyři třívozové. Jednotky jsou určeny pro vnitrostátní provoz na tratích s napájecími soustavami 25 kV 50 Hz a 3 kV ss. Maximální provozní rychlost činí 160 km/h.

## Popis
Třívozové jednotky se skládají z vozů řad 660.0, 662.0 a 661.0, pětivozové jednotky mají jednotlivé vozy označené řadami 660.1, 662.1, 064.1, 662.2 a 661.1. Vozy označené řadami 662 a 661 mají oddíl první třídy.
Jednotky jsou konstrukčně odvozeny od dvousystémové varianty jednotek RegioPanter. Vzhledem k určení pro dálkovou dopravu se od nich technicky odlišují zejména použitím jen jedněch dveří v bočnici každého vozu, přepážkami mezi nástupními prostory a oddíly a také mezi oddíly 1. a 2. třídy, větším podílem míst 1. třídy, pohodlnějšími sedadly, místy pro odkládání objemnějších zavazadel a pětivozová jednotka i zařazením jednoho vozu bez pohonu (řada 064.1).

## Provoz
Poprvé vyjely tyto jednotky na linku Brno – Břeclav – Olomouc začátkem listopadu 2015. Od začátku platnosti jízdního řádu 2015/2016 začaly v rámci této trasy jezdit na nově označených rychlících vyšší kvality (Rx), včetně některých spěšných vlaků (Staré Město u Uherského Hradiště –) Hodonín – Břeclav – Brno. Dne 27. ledna 2016 vyjela poprvé jednotka InterPanter také na trasu Brno – Česká Třebová – Praha. Během první poloviny roku 2016 byly jednotky nasazovány i na rychlíky Brno – Šumperk. Všechny jednotky byly dodány do konce dubna 2016. Kategorie Rx byla zrušena ke konci roku 2018.
Vzhledem k jejich zařazení do brněnského depa obsluhují linku R13, konkrétně rychlíky Brno – Břeclav – Olomouc a spěšné vlaky Brno – Břeclav – Hodonín a linku R19 na trase Brno – Česká Třebová – Praha.

## Galerie

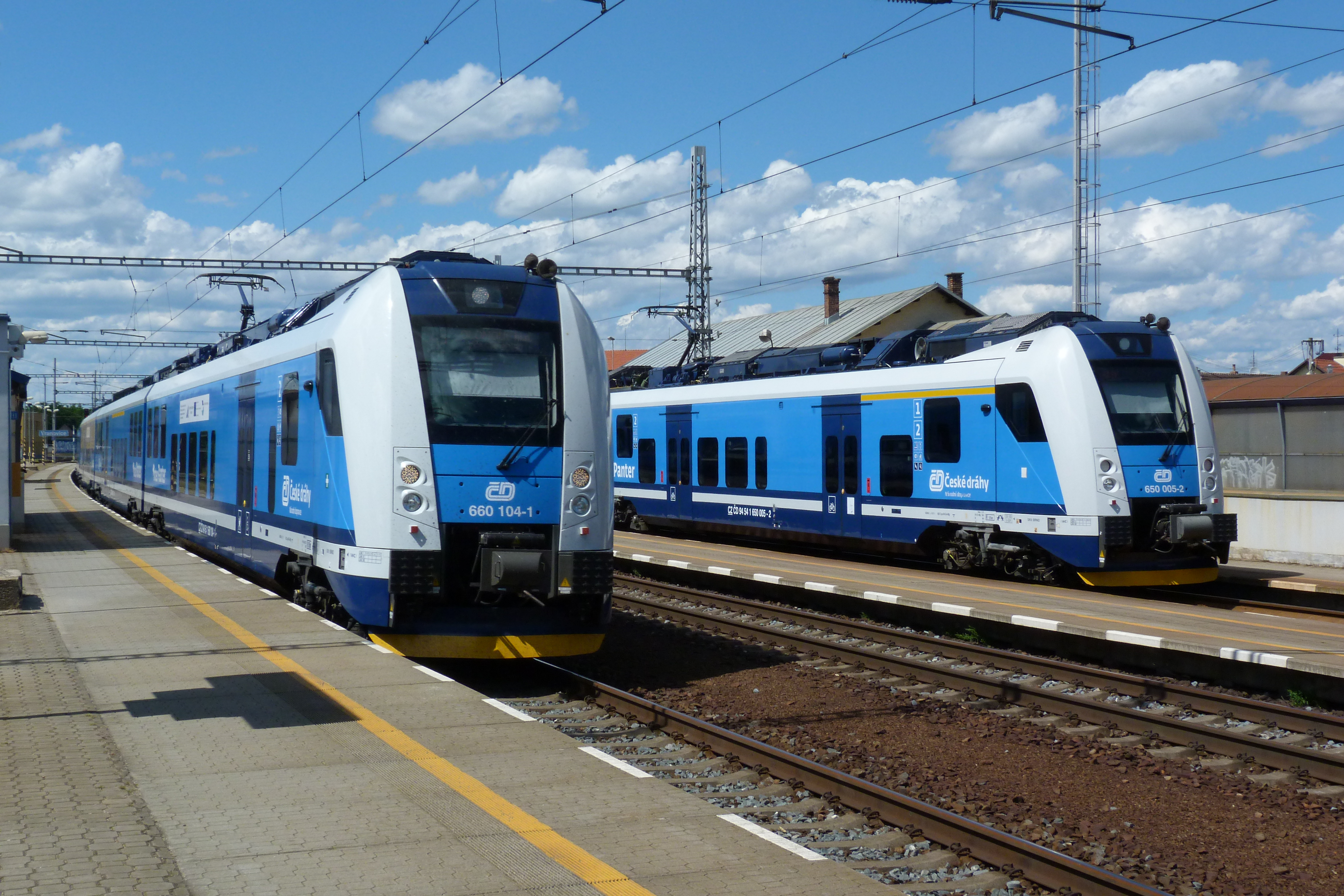
InterPanter a RegioPanter ve Vranovicích
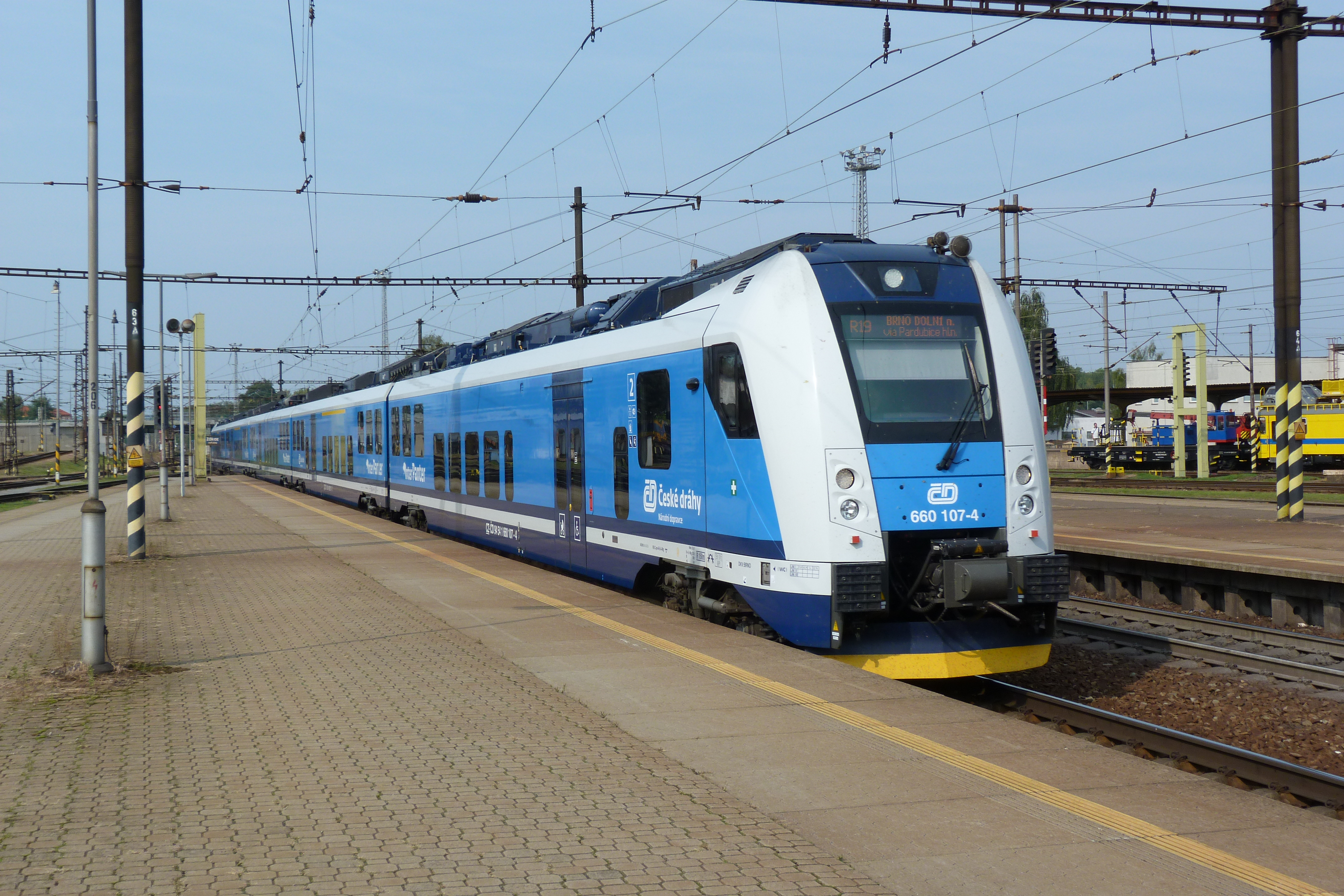
InterPanter na lince R19 přijíždí do Pardubic
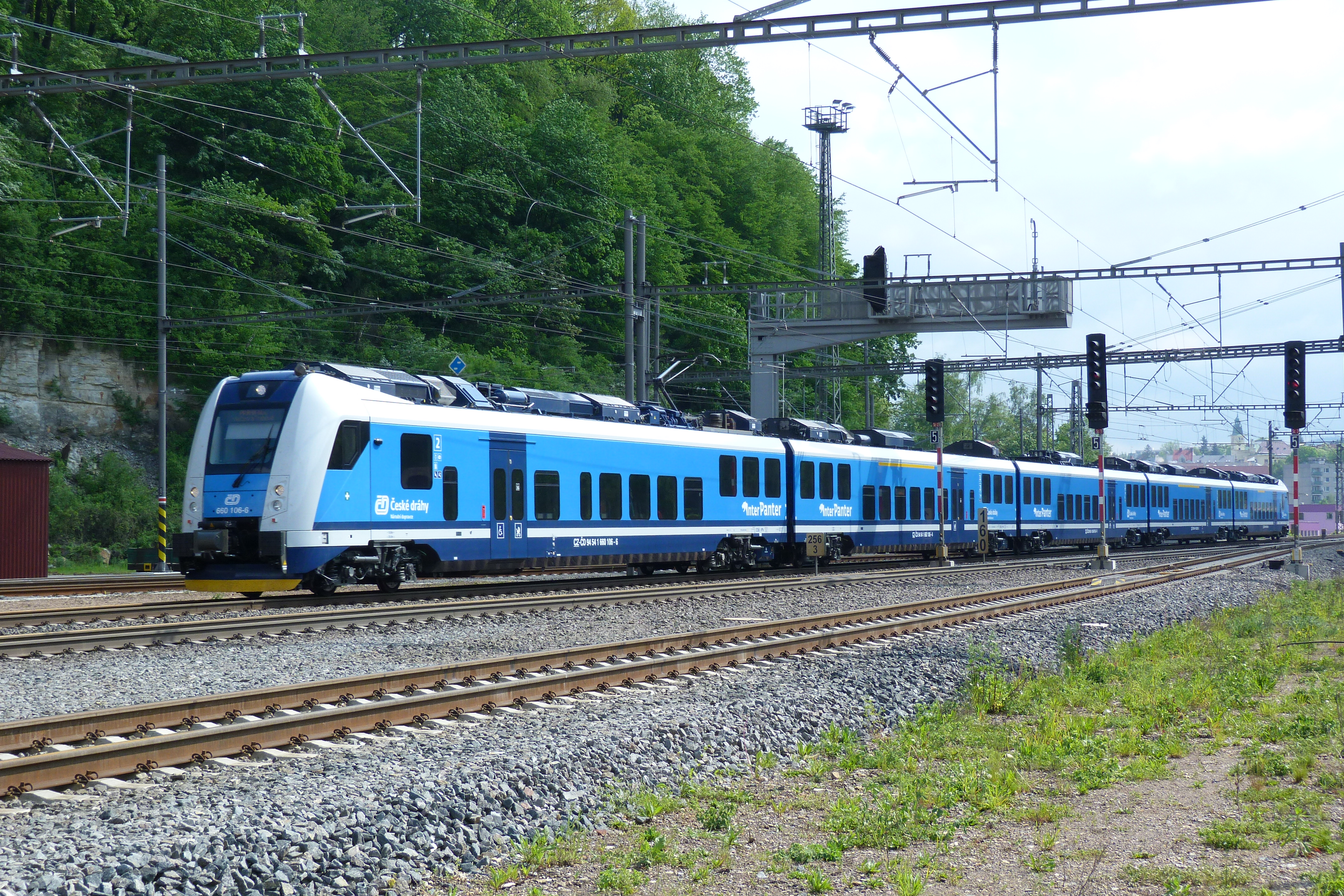
InterPanter jako rychlík Brno–Praha v Ústí nad Orlicí
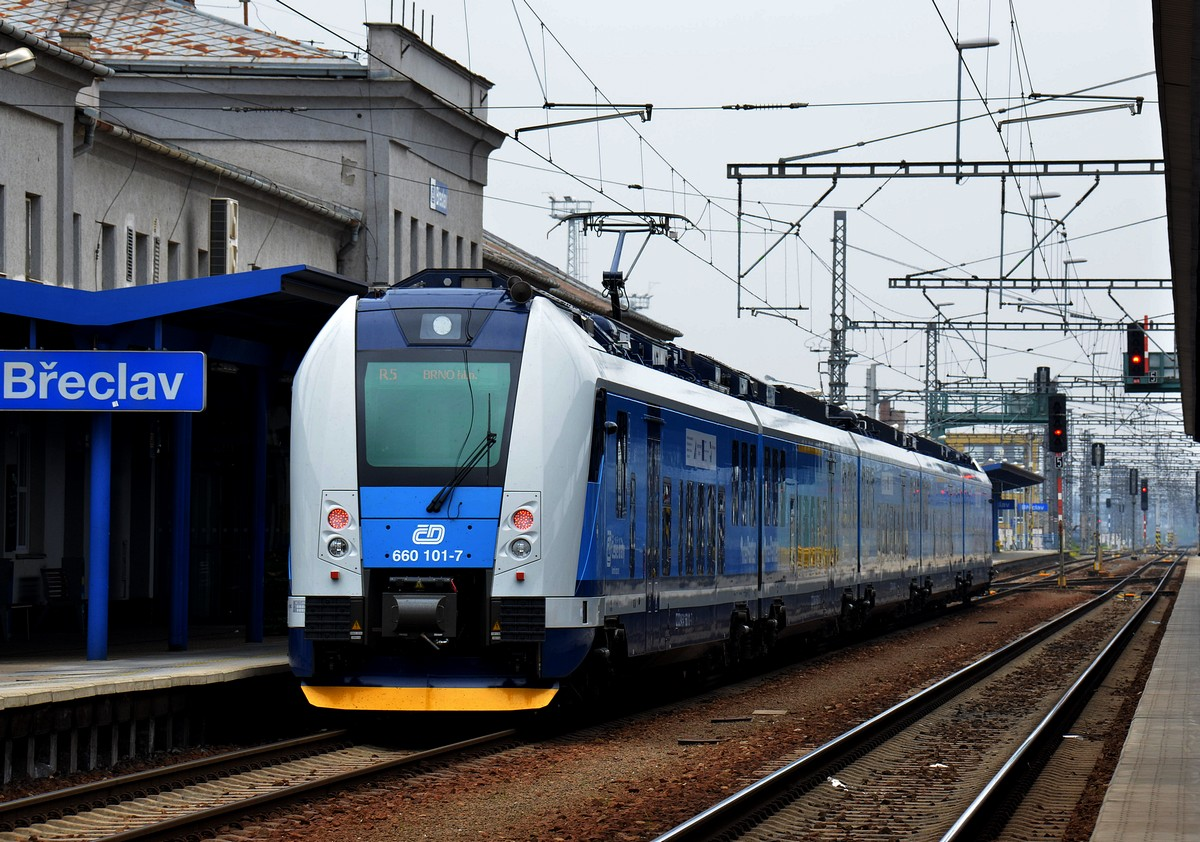
Jednotka 660.101 v Břeclavi
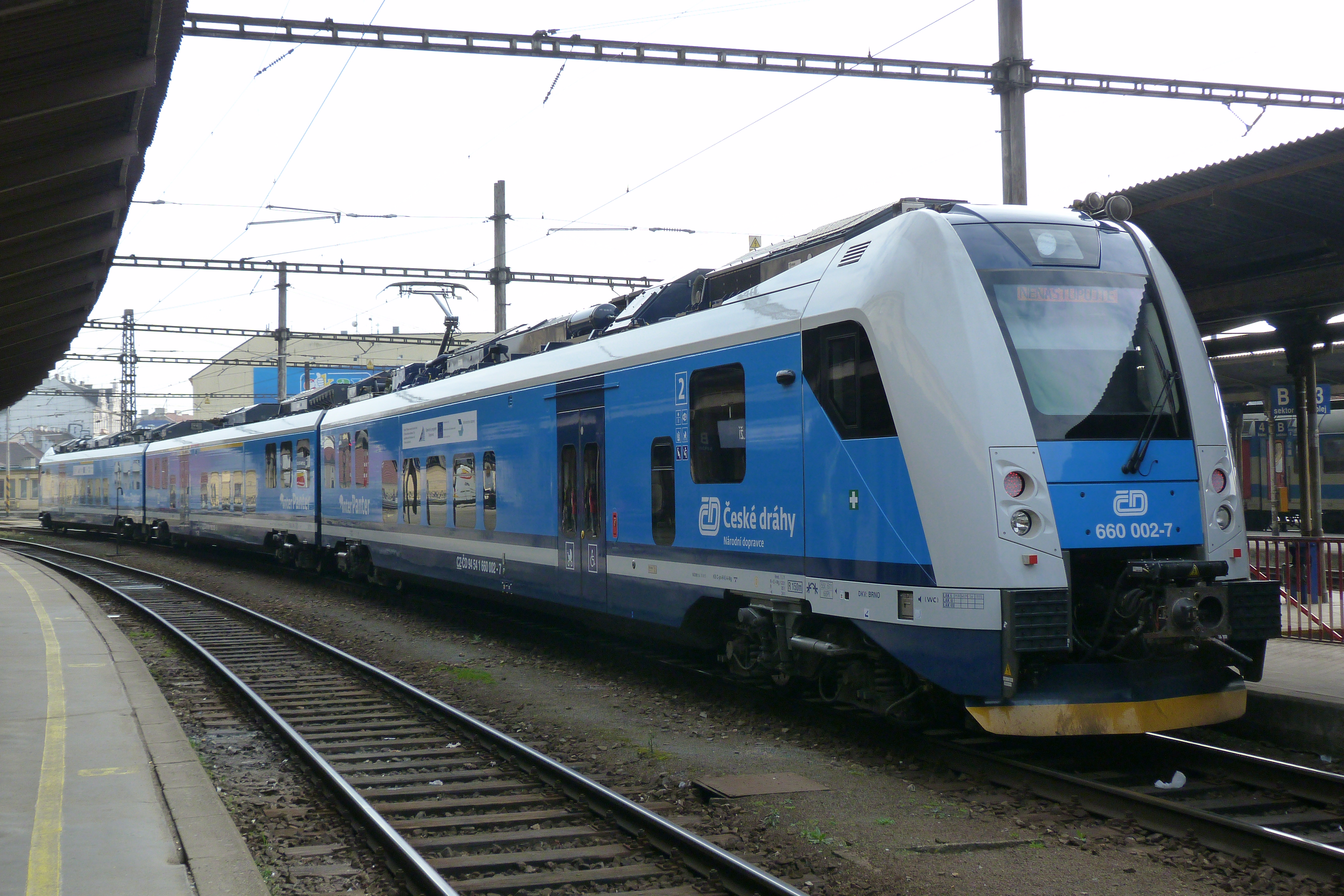
Třívozová jednotka 660.002 v Brně
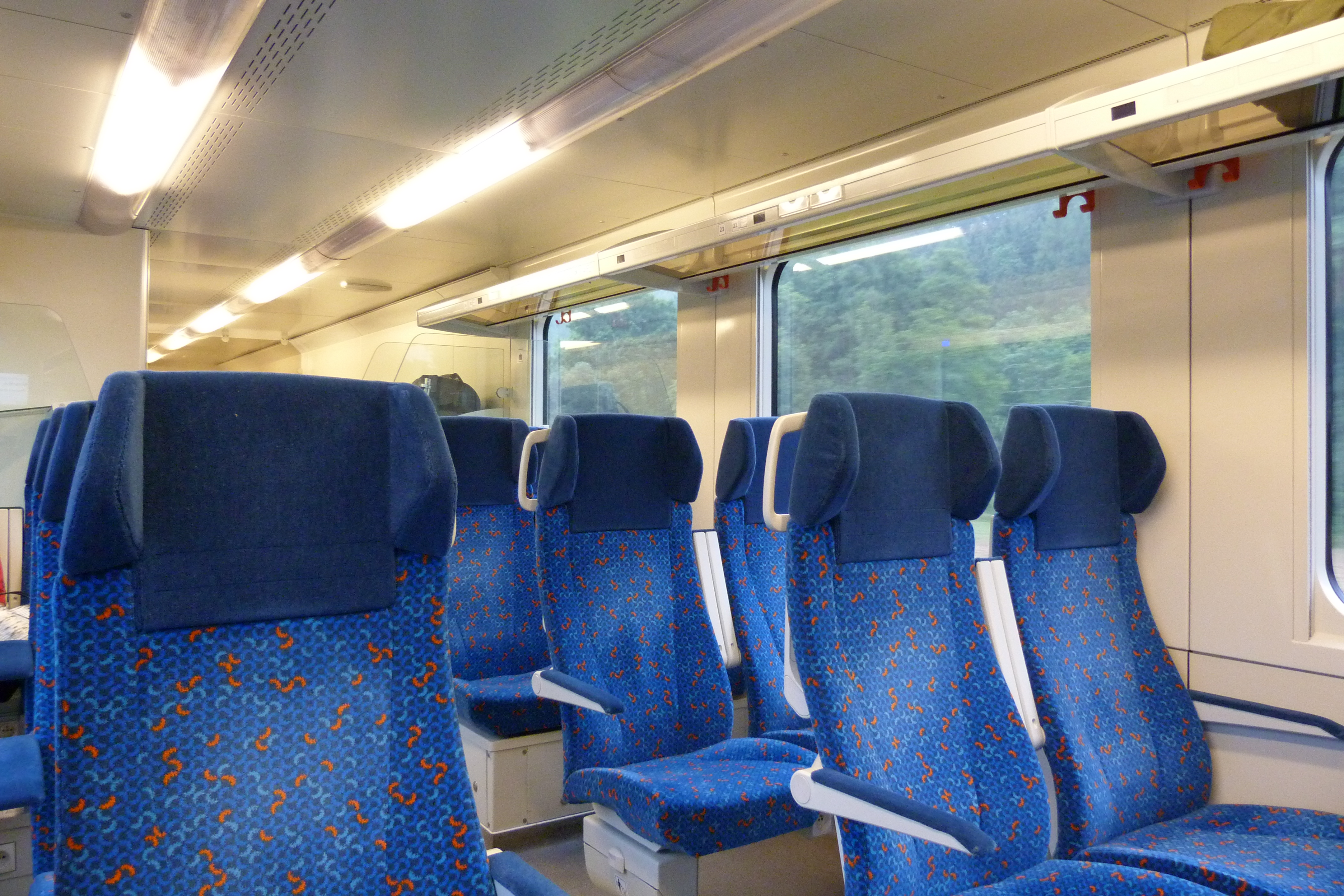
Oddíl druhé třídy nad podvozkem
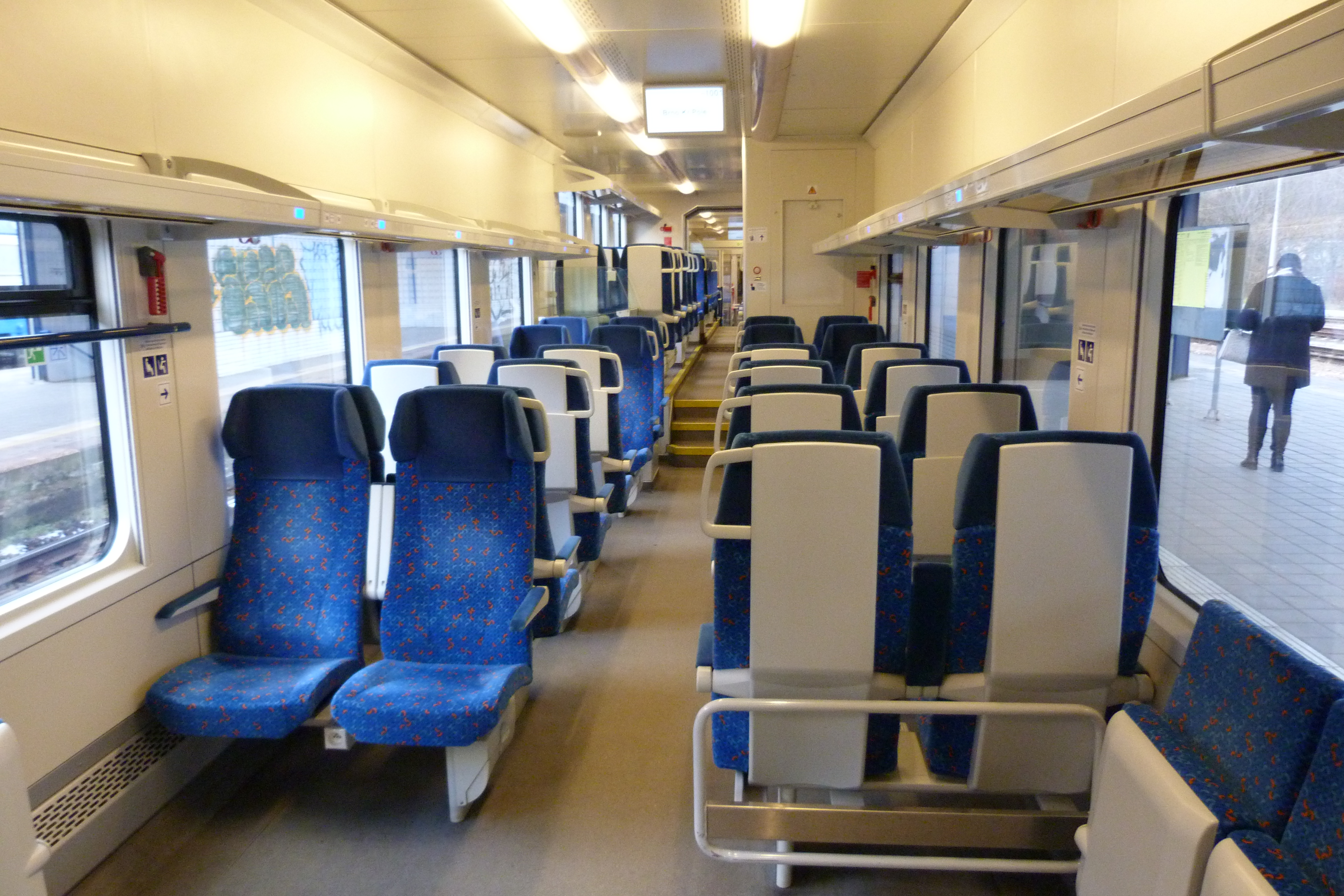
Oddíl druhé třídy v nízkopodlažní části jednotky
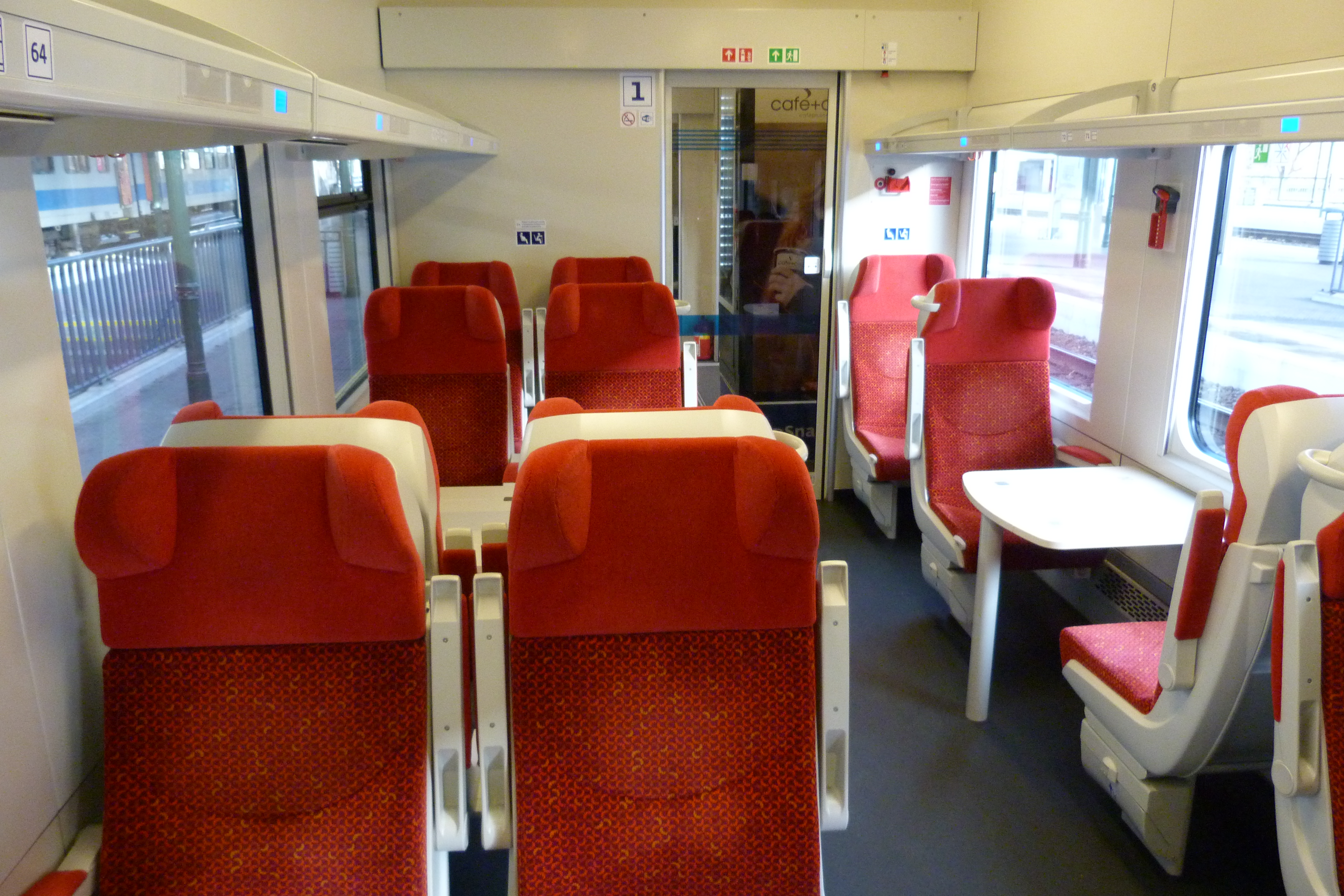
Oddíl první třídy